# GSC2545-1029
GSC2545-1029 — хімічно пекулярна зоря спектрального класу A2, що має видиму зоряну величину в смузі V приблизно 11,8.